# Tesla Cybercab

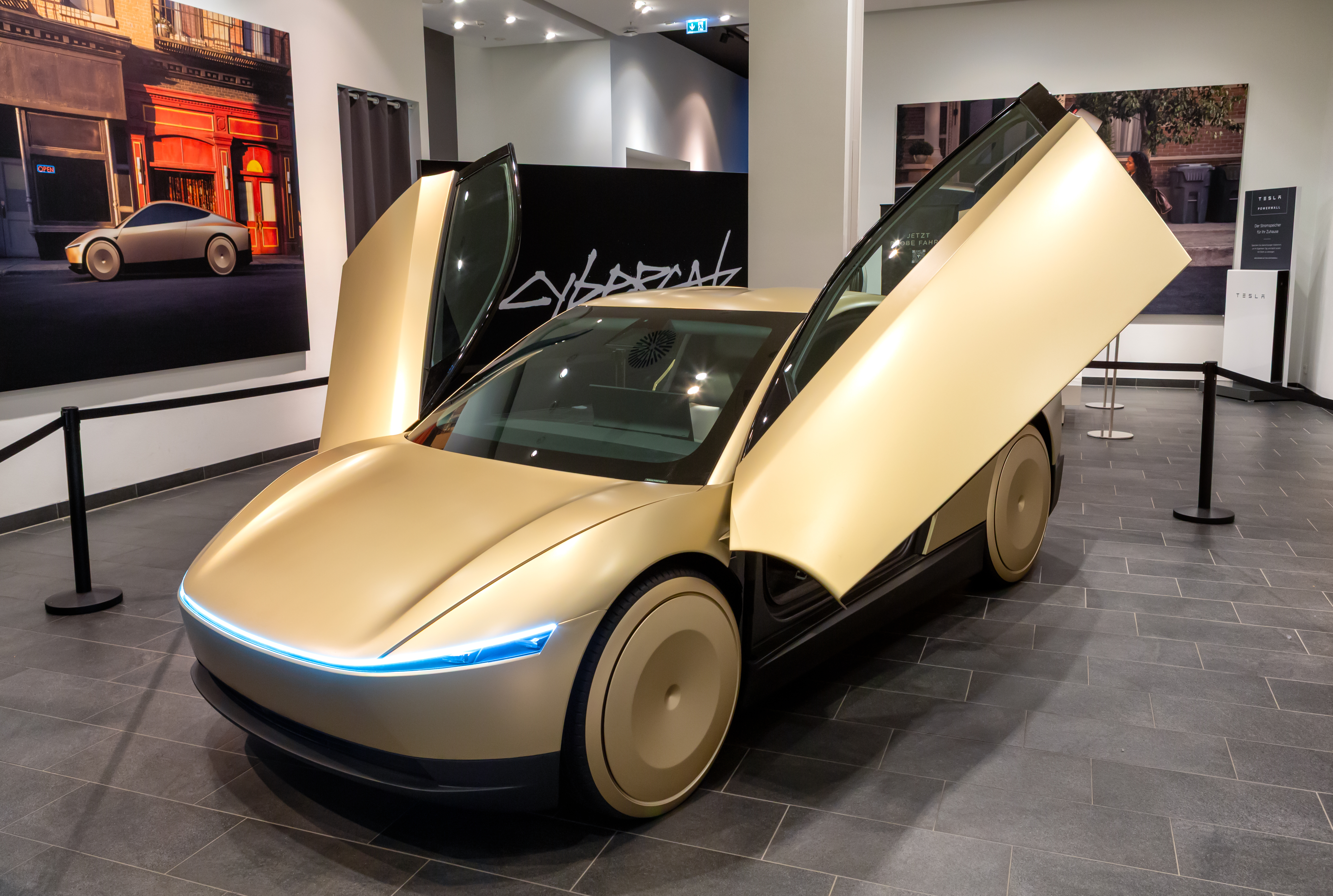
Prototyp des Tesla Cybercab (2024)

Das Tesla Cybercab, auch bekannt als Robotaxi, ist eine angekündigte zweitürige elektrische Limousine des Unternehmens Tesla, Inc. Das Auto soll vollständig autonom fahren und ohne Pedale und Lenkrad auskommen. Ein Prototyp des Cybercab wurde im Oktober 2024 von Tesla-CEO Elon Musk vorgestellt. Tesla kündigte an, dass die Produktion vor 2027 beginnen soll. Das Auto soll Teil einer von Tesla betriebenen autonomen Robotaxiflotte werden, allerdings auch von Privatpersonen erworben werden können.

## Geschichte
Die Produktion eines autonom fahrenden Robotaxis ist ein langjähriges Ziel von Tesla und wurde von Elon Musk ursprünglich schon 2019 für das Jahr 2020 angekündigt. Beobachter spekulierten, dass er damit die Umrüstung bereits verkaufter Tesla-Fahrzeuge in autonome Fahrzeuge meinte. 2022 vertrat Musk innerhalb des Unternehmens die Ansicht, dass das Robotaxi das nächste Fahrzeug von Tesla werden solle. Im September 2022 akzeptierte er jedoch widerwillig die Empfehlung der Tesla-Führungskräfte Franz von Holzhausen und Lars Moravy, dass die Fahrzeugplattform der nächsten Generation sowohl ein kleines, preiswertes Auto für den Massenmarkt als auch ein Robotaxi unterstützen sollte, das ohne Lenkrad gebaut werden würde, und dass beide auf der neuen Plattform hergestellt werden und dieselbe Fahrzeugmontagelinie der nächsten Generation nutzen könnten. Diese neue Plattform soll die Kosten gegenüber dem Model 3 und Model X um die Hälfte senken.
Im April 2024 kündigte Musk an, dass die Enthüllung des Robotaxis im August stattfinden würde, was später auf Oktober verschoben wurde. Musk stellte das Cybercab auf einer Tesla-Veranstaltung am 10. Oktober 2024 in den Warner Bros. Studios Burbank in Kalifornien vor, wo 20 Cybercabs autonom über das Studiogelände fuhren und Fahrten für die Teilnehmer der Veranstaltung anboten. Tesla führte auf der Veranstaltung auch seinen humanoiden Roboter Optimus vor und zeigte einen einzelnen Konzeptprototyp des Robovan, einem Van, der Berichten zufolge bis zu 20 Passagiere aufnehmen kann. Die Produktion des Autos wurde für 2026 angekündigt, wobei Elon Musk in Anspielung auf vorherige Verzögerungen bei Tesla-Produkten zugab, „manchmal etwas optimistisch in meinen Prognosen“ zu sein. Der endgültige Name des Fahrzeugs bleibt unklar, da Tesla während der Veranstaltung sowohl „Robotaxi“ als auch „Cybercab“ für die Fahrzeuge verwendete.

## Eigenschaften
Das gezeigte Cybercab-Konzept ist ein Auto für zwei Personen, es hat zwei Scherentüren, aber keine Türgriffe, da sich die Türen automatisch öffnen. Das Auto hat eine Heckklappe für die Ladung, wobei die Prototypen keinen externen Ladeanschluss aufweisen. Der Wagen hat auch keine Heckscheibe und keine Seitenspiegel. Der Kofferraum verfügt über ein extra großes Volumen für den Gütertransport. Beim minimalistischen und futuristischen Design lehnt sich das Auto sowohl an das Model 3 als auch an den Cybertruck an.
Das Auto ist für den rein autonomen Betrieb gedacht und hat kein für Fahrgäste zugängliches Lenkrad und Pedale. Das batterieelektrische Fahrzeug soll über eine Reichweite von knapp 320 Kilometern verfügen und kabellos aufgeladen werden können, bei einer Batteriekapazität von 35 kWh. Das fertige Cybercab soll weniger als 30.000 US-Dollar kosten. Der Endpreis pro Meile soll einschließlich Steuern bei 30–40 Cent liegen, und damit günstiger als eine Busfahrt sein.

Seitenansicht
Innenansicht
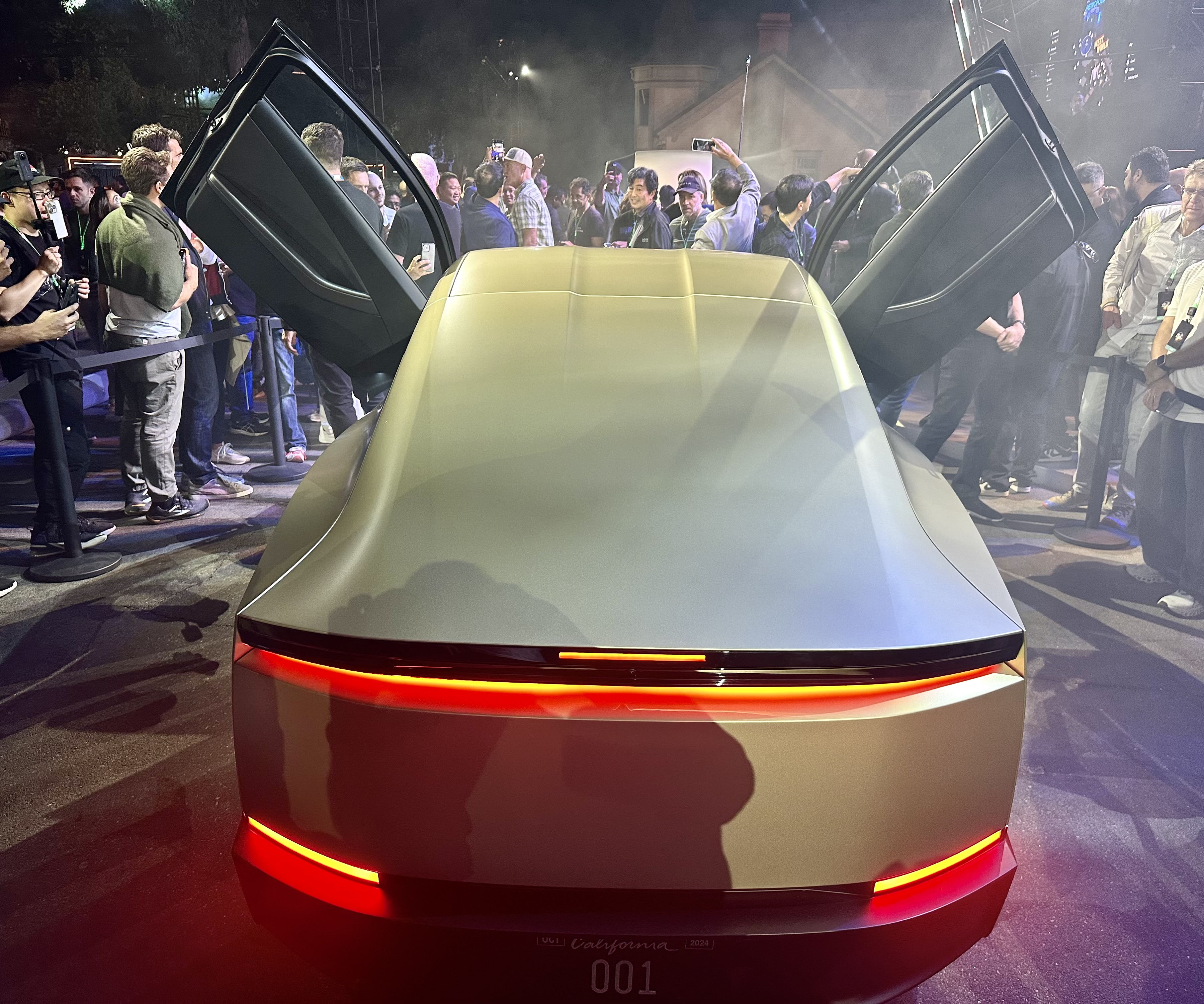
Rückansicht

## Rezeption
Die Reaktion der Anleger auf die Ankündigung war verhalten, insbesondere angesichts des langen Zeitraums zwischen der Ankündigung und dem erwarteten Produktionsbeginn und mangelnden Details, bei häufigen Verzögerungen bei Fahrzeugen von Tesla in der Vergangenheit. Auch der Durchbruch beim autonomen Fahren wurde von Tesla immer wieder angekündigt und hatte sich dann verzögert. Hierbei wurde darauf verwiesen, dass Unternehmen wie Baidu und Waymo bereits funktionierende autonome Fahrdienste hätten. Auch wurde der von Tesla verfolgte Ansatz, nur mit Kameras und ohne Radar zum vollständig autonomen Fahren zu gelangen, angezweifelt.